# Баурчи (Гагаузія)
Баурчи́ (рум. Baurci, гаг. Baurçu) — село в Чадирського округу Гагаузії Молдови, утворює окрему комуну.
Село розташоване на річці Баурчи.
Населення утворюють в основному гагаузи — 8597 осіб, живуть також молдовани — 53, болгари  — 41, росіяни — 44, українці — 29, цигани — 15, інші — 4.

## Відомі люди
У селі проживала Людмила Тукан — гагаузька співачка.